# Laelia anamesa
Laelia anamesa (лат.) — вид бабочек-волнянок рода Laelia (Lymantriinae) из семейства Эребиды (Erebidae). Тибет (Азия).

## Описание
Размах крыльев 41 — 46 мм. Щупики розовато-охристые, второй сегмент ниже оранжево-охристого цвета. Ствол усиков беловатый, у основания бурые. Голова и грудь бледно-розовато-охристого цвета с пучком оранжево-жёлтого цвета у основания усиков. Брюшко сверху и снизу бледно-розовато-жёлтого цвета. Грудь и ноги розовато-охристые. Переднее крыло бледно-розовато-охристого цвета, смешанного в разных пропорциях с розовато-охристым; немного желтовато-оливкового оттенка в углах у оснований жилок; серия из семи коричневатых постмедиальных пятен, одно между M2 и M3 значительно проксимальнее, чем те, что вверху и внизу; бахрома розовато-охристая. Заднее крыло и бахрома сверху и снизу бледно-розовато-охристого цвета. Нижняя сторона переднего крыла бледно-розоватая охристая, в костальной и апикальной областях заштрихована рыжевато-оливковой окраской. Щупики длинные и прямые (направлены вперед) с сильно опушенным вторым члеником и длинным третьим члеником.

## Таксономия
Вид был впервые описан в 1934 году британским энтомологом Сирилом Лесли Колленеттом по материалам из Тибета (Ta-tsien-lou, ?Китай, Азия). 